# Abbazia di Herford

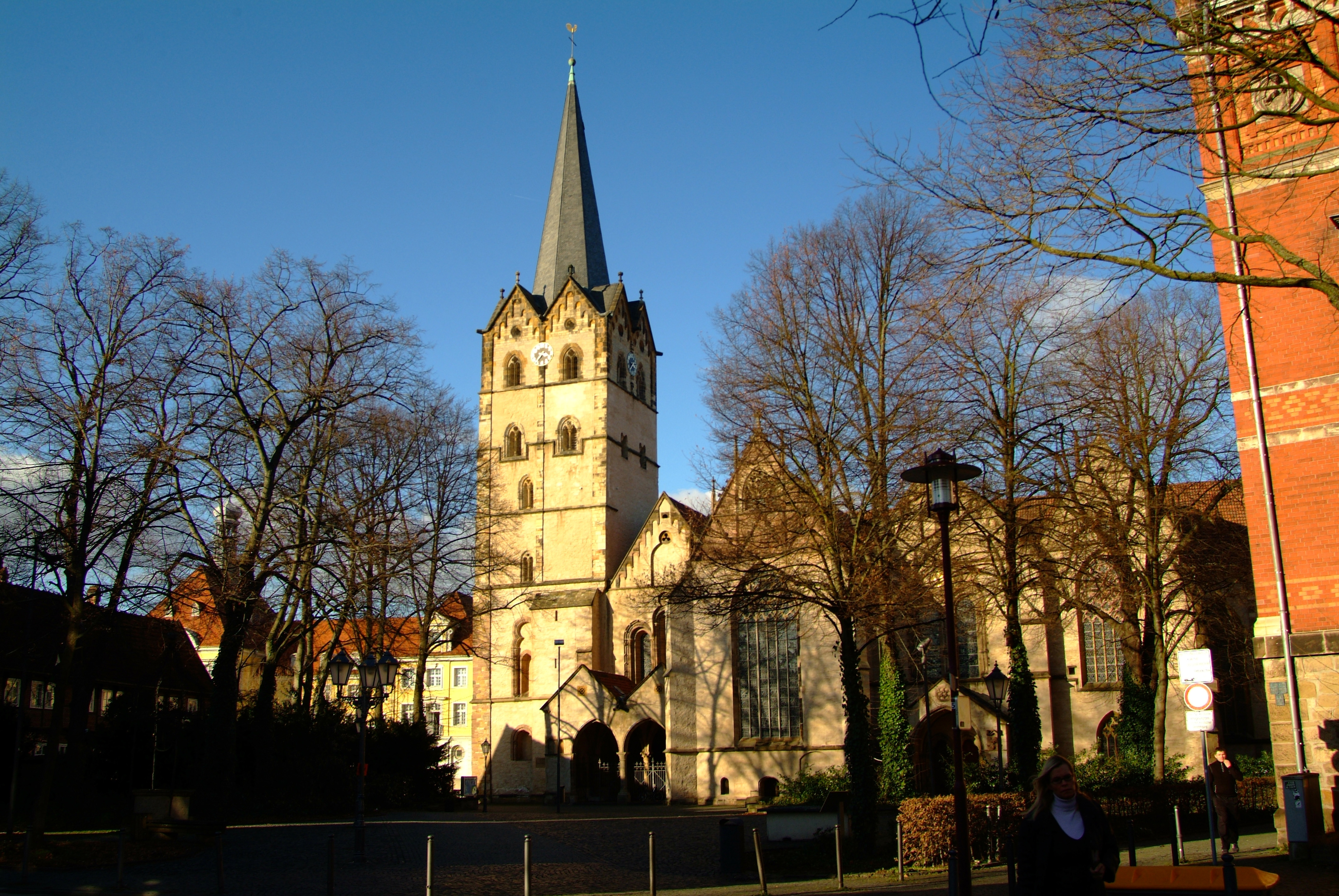
Chiesa dell'abbazia di Herford, oggi parrocchia della città

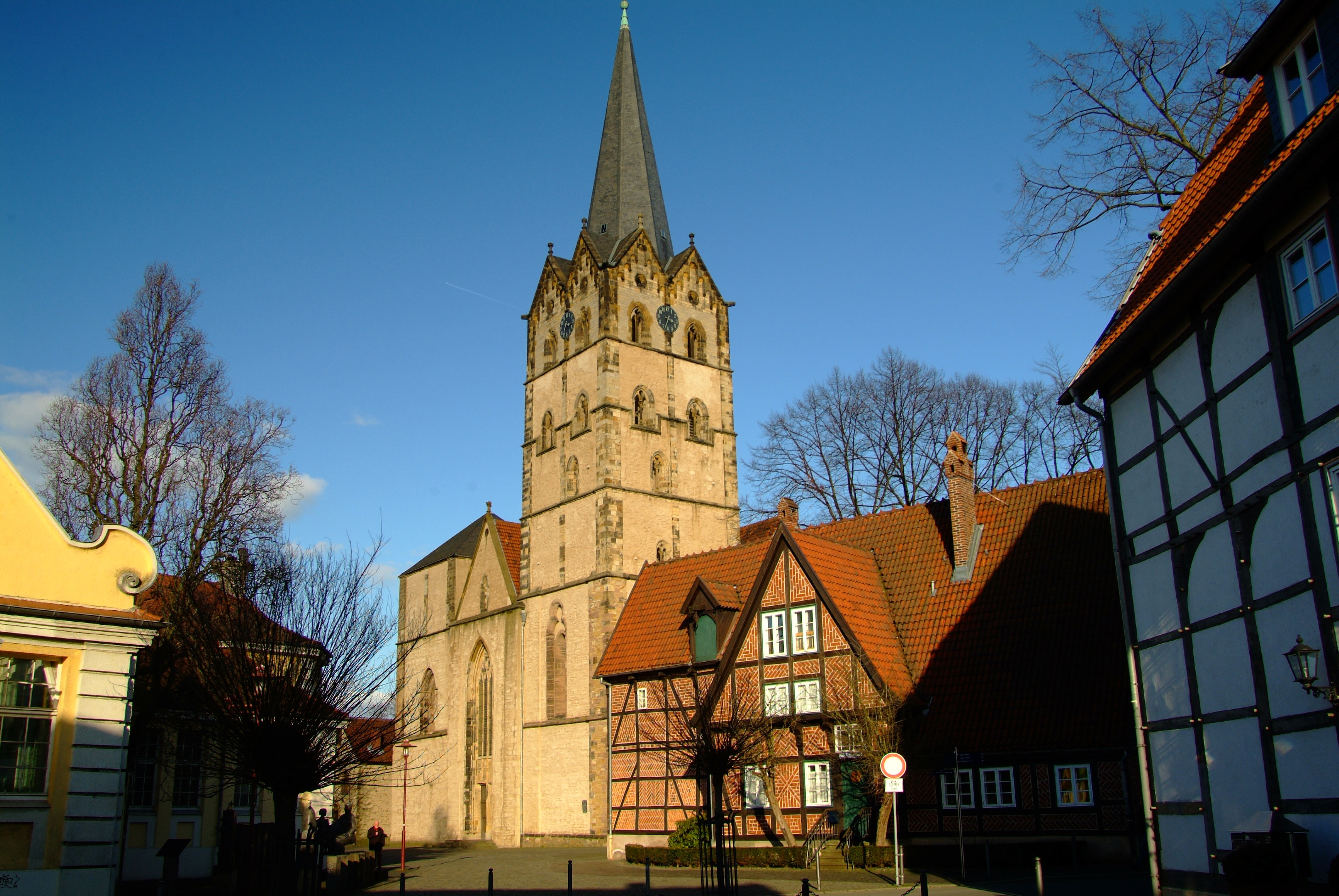
Veduta frontale del complesso

L'abbazia di Herford (Frauenstift Herford) fu il più antico monastero femminile del ducato di Sassonia. Esso venne fondato come sede per le canoniche secolari nel 789, inizialmente con sede a Müdehorst (presso l'attuale Bielefeld) da un nobiluomo chiamato Waltger, che spostò l'istituzione a Herford attorno all'anno 800 chiamandola Herivurth (o Oldenhervorde) ponendola sulla strada principale di comunicazione tra l'area della Vestfalia e della Werre.

## Storia

### IX-XII secolo
L'abbazia venne dedicata nell'832 e venne elevata allo status di abbazia imperiale sotto l'imperatore Ludovico il Pio († 840). In materia ecclesiastica, essa era sottoposta direttamente all'autorità del papa ed era formalmente sottoposta all'influenza dell'abbazia di Corvey.
Nell'860, su istigazione della badessa Haduwy (Hedwig), le ossa di santa Pusinna, patrona di Herford, vennero prese dall'eremitaggio di Binson ("vicus bausionensis" presso Châlons-en-Champagne, Corbie) e portate nella chiesa abbaziale. La presenza di queste reliquie all'abbazia incrementò di molto la sua importanza e la sua dedicazione venne cambiata a favore delle sante Maria e Pusinna.
Al tempo della badessa Matilda I sua nipote, Matilda di Ringelheim, poi santificata, venne in questo luogo. Nel 909, grazie ai negoziati della prozia, ella sposò il duca Enrico di Sassonia, poi re di Germania col nome di Enrico I.
Tra il 919 ed il 924 Herford venne distrutta dagli ungari e venne ricostruita nel 927.

### Reichsunmittelbarkeit, riforma e dissoluzione del potere abbaziale
Nel 1147 all'abbazia, che in quest'epoca regnava su 850 anime e su diverse fattorie, venne garantito il Reichsunmittelbarkeit ("immediatezza imperiale"). Questo la rese un territorio indipendente all'interno del Sacro Romano Impero (anche se era uno dei più piccoli, e comprendeva l'area dell'attuale città di Herford) che sopravvisse sino al 1803. Le badesse divenne principesse imperiali ("Reichsfürstinnen") ed avevano diritto ad un seggio del Collegio dei prelati del Reno nei Reichstag. Il territorio apparteneva al circolo del Basso Reno-Vestfalia.
I primi protettori del monastero fu la famiglia dei Billunger, alla cui estinzione si pose Enrico il Leone, che nominò i conti di Schwalenberg come sotto-protettori. Dal 1180, dopo la caduta di Enrico il Leone, essi esercitarono la stessa funzione anche per l'Arcidiocesi di Colonia e per il Ducato di Vestfalia. Dal 1261 l'officio passò ai Conti di Sternberg e dal 1382 aiu Conti di Julich-Berg.
Nelle vicinanze dell'abbazia crebbe il villaggio di Herford che acquisì i diritti municipali dal 1170/1180 e successivamente ottenne il Reichsstadt Herford, ottenendo il Reichsunmittelbarkeit come proprio diritto.
Dalla fine del XV secolo "Sancta Herfordia“, come divenne conosciuto il monastero, aveva più di 37 tra chiese, cappelle, monasteri di altre case religiose ed ospedali sottoposti al suo governo a tal punto che la sua vita spirituale fu comparata per attività a Colonia.
Nel 1533, durante il periodo della riforma protestante, l'abbazia di Herford divenne sede luterana, sotto gli elettori di Brandeburgo che si avvalsero del principio di cuius regio, eius religio.
Nel 1802 l'abbazia venne dissolta nel corso della mediatizzazione sotto i termini della Reichsdeputationshauptschluss e il 25 febbraio 1803 venne annessa alla Contea di Ravensberg, che apparteneva al Regno di Prussia. Nel 1804 venne ripristinata in una collegiata per uomini, ma nel 1810 venne definitivamente soppressa.

## Badesse
- Theodrada, Tetta (838 – dopo l'840)
- Addila (prima dell'844 – dopo l'853)
- Haduwy (prima dell'858 – dopo l'888) (Esikoni)
- Matilda I (prima del 908 – dopo il 911) (Immedinger)
- Imma (prima del 973 – dopo il 995) (Billunger)
- Godesdiu (prima del 1002 – dopo il 1040) (Billunger)
- Swanhild (prima del 1051–1076)
- Gertrud I (prima del 1138 – dopo il 1139)
- Jutta of Arnsberg (prima del 1146 – dopo il 1162)
- Ludgard I (prima del 1163 – dopo il 1170)
- Eilika (c. 1212)
- Gertrud II zur Lippe (prima del 1217 – dopo il 1233)
- Ida (prima del 1238 – dopo il 1264)
- Pinnosa (prima del 1265 – dopo il 1276)
- Mechthild II von Waldeck (prima del 1277 – dopo il 1288)
- Irmgard von Wittgenstein (prima del 1290–1323)
- Lutgard II von Bicken (1324–1360)
- Heilwig von Bentheim 1361
- Elisabeth I von dem Berge (1361–1374)
- Hillegund von Oetgenbach (1374–1409)
- Mechthild von Waldeck (1409–1442)
  - Margherita di Braunschweig-Grubenhagen, badessa rivale 1442–1443
- Margaretha von Gleichen (1443–1475)
  - Jakobe von Neuenahr, rival abbess 1476–1479
- Anna I von Hunolstein (1476–1494)
- Bonizet di Limburg-Stirum (1494–1524)
- Anna II di Limburg (1524–1565)
- Margarete II di Lippe (1565–1578)
- Felizitas I von Eberstein (1578–1586)
- Magdalene I di Lippe (1586–1604)
- Felizitas II von Eberstein (1604–1621)
- Magdalene II di Lippe (1621–1640)
- Sidonia di Oldenburg (1640–1649)
  - Maria Klara Theresia von Wartenberg, badessa rivale 1629–1631
- Elisabetta Luisa Giuliana del Palatinato-Zweibrücken (1649–1667)
- Elisabetta del Palatinato (1667–1680)
- Elisabetta Albertina di Anhalt-Dessau (1680–1686)
- Elisabetta d'Assia-Kassel (1686–1688)
- Charlotte Sophia von Kurland (1688–1728)
- Giovanna Carlotta di Anhalt-Dessau, mangravia di Brandenburg-Schwedt (1729–1750)
- Sofia di Schleswig-Holstein-Gottorp (1750–1764)
- Federica Carlotta di Brandeburgo-Schwedt (1764 - 1802; morta 1808)